# Johannes Post (Widerstandskämpfer)
Johannes Post (* 4. Oktober 1906 in Oosterhesselen; † 16. Juli 1944 in Overveen) war ein niederländischer Widerstandskämpfer.

## Leben

### Landwirt und Torfstecher
Johannes Post wurde im Süden der Provinz Drenthe im Nordosten der Niederlande geboren. Er war das elfte und jüngste Kind von Jan Wolters Post und Trijntje Post, geb. Tempen. Er arbeitete als Landwirt und Torfbauer und war Abgeordneter der Anti-Revolutionaire Partij (ARP) im Gemeinderat der Gemeinde Oosterhesselen.
Am 26. November 1929 heiratete er Dina Salomons (3. Juli 1903 – 26. Februar 1991). Aus der Ehe gingen neun Kinder hervor, wobei das erste Kind Jan Wolter nur eine Woche überlebte. Die Eheleute waren von einem tiefen Glauben und einer biblischen, reformierten Frömmigkeit geprägt.

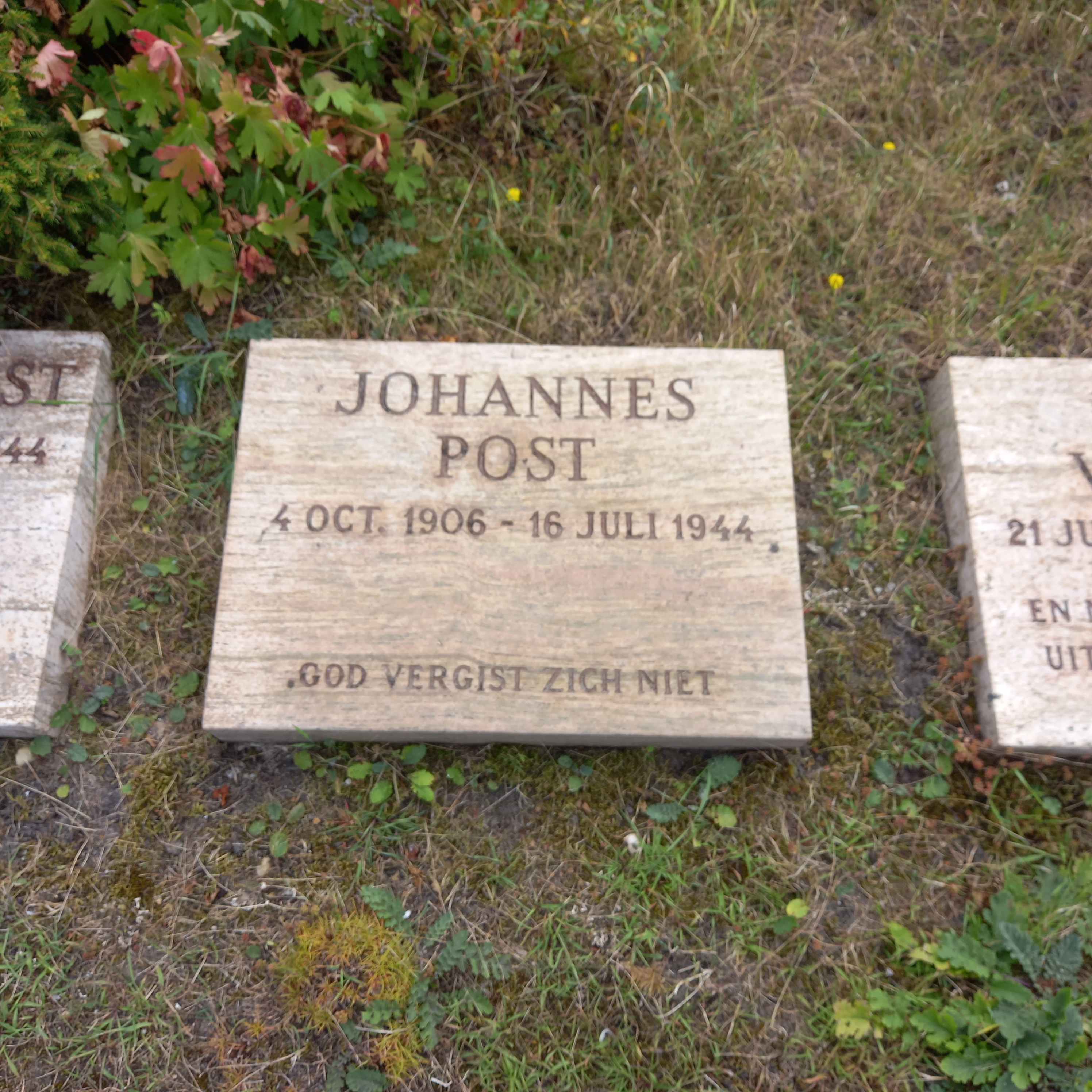
Das Grab von Johannes Post auf dem Ehrenfriedhof Bloemendaal in Overveen

### Die ersten Kriegsjahre
Nach dem Einfall deutscher Truppen in die Niederlande verweigerte sich Johannes Post dem Besatzungsregime und dessen einheimischen Kollaborateuren, z. B. dadurch, dass er keine Steuern mehr zahlte. Außerdem verbreitete er illegale Literatur, darunter die illegale Untergrundzeitung Trouw (deutsch: Treue). Unterstützt wurde er dabei von Arnold Douwes. In dieser Zeit kam Johannes Post in Kontakt mit Pastor Frits Slomp (mit Decknamen: „Frits de Zwerver“). Er verteilte mit ihm Flugblätter und versorgte ihn mit illegalen Papieren, die er benötigte, um Juden und andere „Untergetauchte“ zu verstecken. Anfang 1943 nahm er das jüdische Mädchen Celina Johanna Kuijper (bekannt unter dem Namen „Thea“) aus dem Amsterdamer Süden in sein Haus auf. Lien Kuijper übernahm zusammen mit ihrem Verlobten Ies Davids („Peter“) Kurierdienste und fälschte Personalausweise.

### Bewaffneter Widerstand
Johannes Post erhielt von seinem älteren Bruder Marinus seine erste Waffe. Das war der erste Schritt in Richtung eines bewaffneten Widerstands im Umfeld der Gereformeerde Kerken in Nederland. Er nahm Verbindung auf zu Jan Wildschut, einem ehemaligen Berufssoldaten, der untergetaucht war, nachdem das Reichskommissariat für die besetzten niederländischen Gebiete Ende April 1943 angekündigt hatte, dass die ehemaligen niederländischen Wehrpflichtigen abermals zum Wehrdienst verpflichtet werden würden.
Trotz der Risiken, die er damit einging, verschaffte er einmal Frans Fergonet die Möglichkeit in den Untergrund zu gehen. Er schien ein Verräter zu sein, der von einem Tag auf den anderen weggezogen war. Etliche Attentate auf den niederländischen Verräter De Krol missglückten. Allerdings ging das Gebäude der Weerbaarheidsafdeling in Hollandscheveld in Flammen auf.
Johannes Post arbeitete viel mit Jan Naber Albert Jan Rozeman zusammen. Sie nannten sich „de N. V.“ entsprechend der Vornamen Nico und Victor. 'Victor' wäre beinahe durch die berüchtigten SDler Leo Poos und Marten Slagter aufgegriffen worden. Zuvor hatten auch schon die ersten Überfälle auf Postfilialen stattgefunden. Am 23. Juni 1943 wurden sogar an einem Tag vier Postfilialen überfallen, in Sleen, Zweeloo, Oosterhesselen und Nieuweroord.
Johannes Post, Lien Kuijper, Ies Davids, Jan Naber und Robert Rozeman versteckten sich eine Zeitlang in Drenthe, weil die Deutschen intensiv nach der Führung des Widerstands suchten.
Johannes Post und Lien Kuijper, eine jüdische Widerstandskämpferin, wurden am 16. Juli 1943 in einer Pension in Ugchelen durch die SD-Mitarbeiter Jan Lamberts und Jannes Doppenberg verhaftet. Beide wurden im Polizeirevier von Apeldoorn festgehalten. Johannes Post konnte zwar ausbrechen, wurde jedoch unmittelbar danach abermals gefasst. Am 18. Juli 1943 wurde er allerdings durch einen niederländischen Ermittlungsbeamten befreit. Ein Ausbruchsversuch von Lien Kuijper missglückte, und sie wurde ins Lager Westerbork überführt. Auch ein Fluchtversuch aus diesem scheiterte. Von Westerbork aus wurde sie nach Polen transportiert und dort nach der Ankunft in einer Gaskammer umgebracht. Jan Post, ein Bruder von Johannes Post, wurde durch die SD-Mitarbeiter Lamberts, Doppenberg und Boesveld zwar gefangen genommen, aber später wieder freigelassen.
Im Sommer 1943 wurde die Suche nach Widerständlern in Drenthe wieder verstärkt aufgenommen. Johannes Post, auf den man es nach seiner Gefangennahme und Flucht nun besonders abgesehen hatte, erhielt die neue Identität „Hemke van der Zwaag“. Ohne Prozess wurden drei Personen aus Hoogeveen im Drenther Süden (Notar Johannes Mulder, Standesbeamter Marius de Jonge und Lehrer Adriaan Baas) beim früheren Kinderkrankenhaus 'Het Noorderhuis' im Sparkassen-Wäldchen erschossen. Die beiden jüdischen Einwohner Levie und Manus van der Wijk wurden zwei Tage später auf dieselbe Weise ermordet. Zu ihrer Erinnerung wurde am 25. Februar 2003 an der Stelle, an der sie ermordet wurden, durch den Bürgermeister der Gemeinde Hoogeveen das Monument „Spaarbankbos“ enthüllt.
Johannes Post wurde bei einer Personalausweiskontrolle erneut gefangen genommen. Die N. V. schlich sich an bei Meppel und ließ das Verkehrszentrum von Staphorst an der Südgrenze zu Drenthe hochgehen. Die Deutschen übten Vergeltung am Widerstand. Im Frühjahr 1943 wurden in Meppel und Staphorst drei Männer, wiederum ohne Prozess, vor ihrer Haustür gestellt und entlang des Weges ohne Vorwarnung niedergeschossen, als erste der Aktion Silbertanne.
Durch seine Aktivitäten in Drenthe wurde Johannes Post landesweit bekannt. Im Verlauf des Jahres 1943 wurde er landesweiter Vorsitzender der niederländischen Widerstandsbewegung Landelijke Knokploegen (LKP). Zusammen mit Marinus arbeitete er mehr im Hintergrund bei Rijnsburg, wo ihr Bruder Henk Post Pfarrer war. In Rijnsburg existiert noch immer eine nach ihm benannte Johannes Poststraat.
Im Januar 1944 ließ sich Johannes Post mit seiner Widerstandsgruppe in Breda in der Nagtegaalstraat 12 nieder. Unter anderem wurden Geschäfte in Hardinxveld (missglückt) und Oegstgeest überfallen. Ein Versuch, Van der Zande, einen Geschäftsführer der LO, zu befreien, scheiterte. Auch Überfälle in Woerden, Spijkenisse und Rhoon scheiterten. Versuche, unter anderem in Leiderdorp (4. Januar 1944), Portugal (12. Januar 1944), Oud-Beijerland (20. Januar 1944), Klundert (21. Januar 1944), Heerjansdam (25. Januar 1944), Boekel (4. Februar 1944), Lisse (15. Februar 1944), Katwijk (8. April 1944) und Maassluis (10. April 1944), schlugen fehl.
Bei einem Überfall auf eine Polizeistelle in der Archimedesstraat in Den Haag (19. Februar 1944) wurden viele Waffen und offizielle Dokumente als Beute gemacht. Beinahe wäre Johannes Post nach einem Überfall in Zwijndrecht (21. Februar 1944) abermals festgenommen worden.
Im März 1944 wurde Post genötigt, zur Gipfelkonferenz der LKP beizutreten und orientierte sich wieder auf den nördlichen Teil der Niederlande. Er wurde gebeten, nach England zu gehen, um von dort aus den Widerstand fortzusetzen, was er jedoch abschlug. Die Reise, an der unter anderem Victor Henri Rutgers teilnahm, war kein Erfolg.
Johannes Post war im Mai 1944 in den überaus erfolgreichen Überfall auf die Hoitsema-Druckerei verwickelt.
Im letzten Kriegsjahr wurden viele leitende Personen des Widerstands verhaftet. Ein großes Unglück war die Verhaftung von Henk Dienske, Provinzleiter der landesweiten Hilfsorganisation für Untergetauchte (LO) LO Noord-Holland in Amsterdam. Auch Leendert Valstar, besser bekannt als 'Bertus', und später Izaak van der Horst wurden verhaftet. Johannes Post folgte auf Leendert Valstar und gab die Leitung für den Norden ab an Reint Dijkema. Johannes Post wurde bei seinen Tätigkeiten oft begleitet von der Jüdin Betty Trompetter, besser bekannt als 'Tineke van der Laan'. Die neue Aufenthaltsbasis von Johannes Post in Amsterdam wurde die Witte de Withstraat bei der Familie Van der Duin.
Am 23. Juni 1944, genau ein Jahr nach den vier erfolgreichen Überfällen an einem einzigen Tag, wurde im Auftrag von Johannes Post ein Überfall auf ein Geschäft in Haarlem geplant, welcher jedoch missglückte. Jan Wildschut, der in letzter Minute noch an den Planungen für den Überfall beteiligt wurde, geriet in Gefangenschaft und wurde ins Gefängnis I (Weteringschans) in Amsterdam gebracht. Sein Aufenthalt in Weteringschans, der des später inhaftierten Wim Hartsveld und die Anwesenheit von etwa zehn anderen Widerstandskämpfern dauerten bis zum Beschluss von Post, die Gefangenen zu befreien. Dieser Plan für den 14./15. Juli 1944 wurde jedoch durch Jan Boogaard verraten.

### Gefangenschaft und Ermordung
Nach seiner Verhaftung am frühen Abend des 15. Juli 1944 bekam er von dem Anschlag auf den SD-Mitarbeiter Ernst Wehner überhaupt nichts mehr mit, weil Post dermaßen misshandelt worden war. Der Überfall auf Weteringschans (alle Widerständler wurden ergriffen) hatte zur Folge, dass alle Dämme gebrochen waren.
Am folgenden Tag (16. Juli 1944) begannen wieder die Verhöre. Niemand verriet irgendetwas. Gegen Mittag wurden sieben Teilnehmer des Überfalls zusammengebracht: Johannes Post, Jan Niklaas Veldman, Willem Frederik Smit, Arie Stramrood, Jacques Stil, Hilbert van Dijk und Cor ten Hoope (die beiden Letztgenannten auf Tragbahren). Guus Trestorff, während des Schusswechsels schwer verwundet, war kurz zuvor im Krankenhaus Wilhelmina Gasthuis verstorben. Zu dieser Zusammenkunft kamen auch noch acht Widerstandskämpfer hinzu, die in den Anschlag auf das Einwohnermeldeamt Amsterdam ein Jahr zuvor verwickelt waren. Allesamt wussten sie, was diese Vorbereitungen zu bedeuten hatten. In einem geschlossenen Lastwagen, umringt von Bewachern, wurden sie in die Kennemerduinen bei Overveen gefahren. Dort wurde die gesamte Gruppe, einschließlich der Verwundeten, standrechtlich erschossen. Unter den Opfern war auch Ernst Klijzing, ein Leiter der Amsterdamer Widerstandsgruppe. Alle Opfer wurden in einem Massengrab beerdigt. Am 25. Juli 1945 wurden die Leichname entdeckt und später auf den Ehrenfriedhof Bloemendaal umgebettet.
Gleich nach dem missglückten Überfall hatten Widerstandskämpfer noch tagelang beim Haus von Boogaard ausgehalten. Doch kam niemand mehr zum Vorschein.
Betty Trompetter, die in der Kinkerstraat aufgegriffen worden war, kam ins Lager Vught Kamp Vught und später in das KZ Ravensbrück. Sie überlebte den Krieg durch den Umstand, dass ihre jüdische Identität nicht bekannt worden war. Auch der Aufseher von Weteringschans, Ottenhof, kehrte nach der Kapitulation wieder aus Deutschland in die Niederlande zurück.
Kurz nach der Befreiung wurde Boogaard gefangen genommen und gegenüber seinen Verhörern gab er zu, dass er gleich nach dem ersten Zusammentreffen mit dem Amsterdamer Widerstand seine SD-Führung von dem ganzen Plan bis in die höchste Ebene hinein unterrichtet hatte. Boogaard wurde am 19. Juli 1946 zum Tode verurteilt und das Urteil am 1. März 1947 vollstreckt. Die Mehrzahl seiner deutschen SD-Vorgesetzten einschließlich Willy Lages, Chef des Amsterdamer SD, einer der „Vier von Breda“, kam mit relativ kurzen Gefängnisstrafen davon. Maarten Kuiper, ein zweiter niederländischer SDler, der vor Willy Lages tätig war und u. a. Hannie Schaft ermordet hatte, wurde am 10. August 1948 hingerichtet.
Später zog er nach Rijnsburg und startete von dort aus größere Aktionen, zum Beispiel einen Überfall auf das Postkantor von Den Haag. Nach dem missglückten Überfall auf das Gefängnis von Amsterdam wurde er am 14. Juli 1944 verhaftet. Zwei Tage später wurde er in Overveen (Provinz Noord-Holland) standrechtlich erschossen und dort auch begraben.
Auch sein zwei Jahre älterer Bruder Marinus, der in Kampen wohnte, war im Widerstand aktiv.

## Vermächtnis
Johannes Post ist nach dem Krieg sehr bekannt geworden. Dies lag vor allem an der Biografie, die der Drenther Schriftsteller Anne de Vries, bekannt durch sein Buch Bartje, über ihn geschrieben hatte.
In Havelte ist Johannes Postkazerne, der Standort der 43 Gemechaniseerde Brigade des niederländischen Heeres nach ihm benannt, in Rijsoord das Kapitulationsmuseum, in Zwinderen und Leiden eine Brücke. Viele Schulen (u. a. in Sneek und in Hazerswoude-dorp) und mindestens 29 niederländische Plätze oder Straßen sind nach ihm benannt. Es gibt in Assen auch eine Pfadfindervereinigung, die sich nach ihm nennt, die Johannes-Post-Gruppe (auch JPG genannt).
Nach dem Krieg erhielt Johannes Post auf königliche Anweisung hin das Verzetskruis (1940–1945). Die Regierung der Vereinigten Staaten von Amerika verlieh ihm die Freiheitsmedaille in Silber, welche am 8. April 1953 an seine Familie in Den Haag überreicht wurde.
Darüber hinaus erhielten Johannes Post und sein Heimatdorf Nieuwlande nach dem Krieg die Yad Vashem Auszeichnung vom Staat Israel.